# Stictocephala palmeri
Stictocephala palmeri är en insektsart som beskrevs av Van Duzee. Stictocephala palmeri ingår i släktet Stictocephala och familjen hornstritar. Inga underarter finns listade i Catalogue of Life.